# Exportação de animais vivos

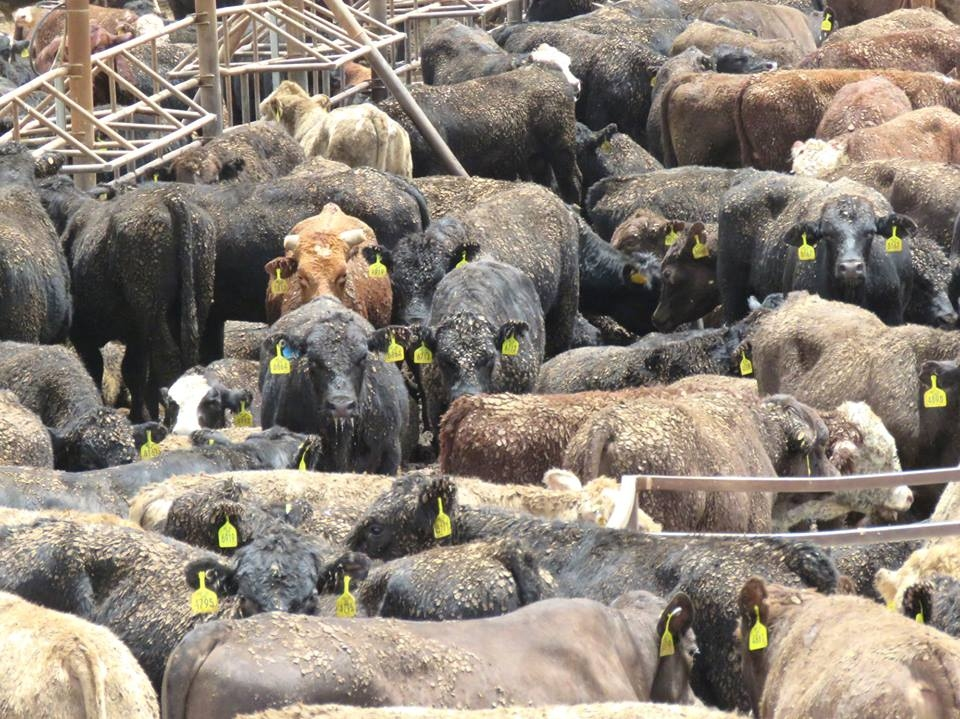
Gado advindo da Austrália durante quarentena em Israel antes de seguir para o abate

A prática da exportação de animais vivos consiste no transporte de animais para outros países com a intenção de promover o abate ou pastoreio destes no país importador. As regras sanitárias para essa atividade são estabelecidas pelo país destinatário.
Apenas em 2019, cerca de 1,8 bilhões de galinhas, porcos, ovelhas, cabras e bois foram exportados vivos no planeta, o que representa um mercado de cerca de US$20 bilhões, valor este que quintuplicou em cerca de 50 anos. Deste total de animais exportados, foram 18 milhões de bois, 14 milhões de ovelhas e mais de 1,7 bilhões de galinhas. Cerca de 5 milhões de animais estão em trânsito todos os dias para outros países.
Em relação aos bovinos vivos, cerca de 2,4 milhões de toneladas foram exportadas em 2021, movimentando um total de US$9 bilhões, o que representa cerca de 20% de todo comércio internacional de bovinos, contabilizando animais vivos e carne.
No entanto, a prática da exportação de vida animal apresenta controvérsias nos dias atuais devido às más condições de transporte dos animais, trazendo riscos para a atividade, além de crueldade durante a etapa de abate quando chegam ao destino final.

## África
O Sudão exporta grandes quantidades de animais vivos como ovelhas e camelos, sendo que a maior parte de suas ovelhas são importadas pela Arábia Saudita, enquanto boa parte dos camelos vivos são importados pelo Egito. No ano de 2018, essa atividade movimentou cerca de US$ 500 milhões no país. Em 2019, o Sudão foi o país que mais exportou ovelhas no mundo, chegando ao total de cerca de 3,5 milhões (representando 36,7% de toda a contribuição mundial), enquanto o segundo país que mais importou esse animal foi a Líbia (chegando a 13% do total importado em 2019).
A África do Sul sempre foi um importador relativamente importante de ovelhas, chegando a um total de 119 mil em 2019, sendo a maior parte (94,6%) proveniente da Namíbia (forte parceiro do comércio sul-africano). Por outro lado, antes deste ano, o país sul-africano nunca foi importante em termos de exportação de ovelhas, chegando ao valor de apenas 30 mil por ano. No entanto, após a empresa kuwaitiana Al Mawashi começar a importar ovelhas vivas da África do Sul, houve um aumento expressivo dessa atividade no país.

### Acidentes
Em 2020, cerca de 3 mil ovelhas oriundas do Sudão morreram após a Arábia Saudita recusar a chegada de uma embarcação contendo 58 mil ovelhas devido a questões sanitárias envolvendo a ausência de aplicação de vacinas. Parte desses animais morreram por fome, sede e algumas se afogaram durante o retorno para o país de origem, sendo que muitas delas morreram ao beber água salgada do Mar Vermelho.
Em 2022, o navio denominado Badr 1 naufragou no porto de Suakin, no Mar Vermelho do Sudão, levando cerca de 15 mil ovelhas à morte. A embarcação tinha destino para a Arábia Saudita e tinha capacidade para transportar apenas 9 mil animais, segundo a emissora local saudita Al Jazeera. Das 15,8 mil ovelhas presentes no navio, apenas cerca de 700 foram recuperadas com vida. O prejuízo financeiro total foi estimado à época em US$ 4 milhões.

## Austrália
O comércio de animais vivos na Austrália se expandiu significativamente de acordo com os anos, especialmente em relação aos bovinos. Em 1988, cerca de 81,5 mil bois vivos eram exportados, enquanto em 2015 este número explodiu para cerca de 1,2 milhões e em 2018 para mais de 1 milhão de animais. Por outro lado, a exportação de ovelhas vivas reduziu de 7,1 milhões em 1988 para cerca de 1,2 milhões em 2018. Apesar disso, o valor total da comercialização de bois e ovelhas vivas passou de US$619 milhões em 1988 (valor ajustado para dezembro de 2018) para cerca de US$1,43 bilhões em 2018.
Em 2023, a Austrália exportou mais de 671 mil bovinos e 593 mil ovinos vivos pela via marítima, apresentando um crescimento de 12% para gado e 22% para ovinos em relação ao ano anterior. Os maiores importadores de gado desse país foram a Indonésia, país historicamente que mais importa gado australiano e contabilizou 54% das suas exportações em 2023, seguido do Vietnã (19%), China (12%) e Israel (10%). Os 6% restantes no ano de 2023 foram destinados à Malásia, Jordânia, Brunei, Tailândia, Emirados Árabes Unidos e Kuwait. Em relação aos ovinos, apesar do aumento significativo da exportação em relação a 2022, o valor total é 23% inferior à média de cinco anos dos 772 mil exportados anualmente no país. Os maiores importadores de ovinos australianos em 2023 foram Kuwait (46%), seguindo de Israel (16%), Jordânia (13%) e os 25% restantes ficaram divididos entre Catar, Emirados Árabes Unidos e Omã.

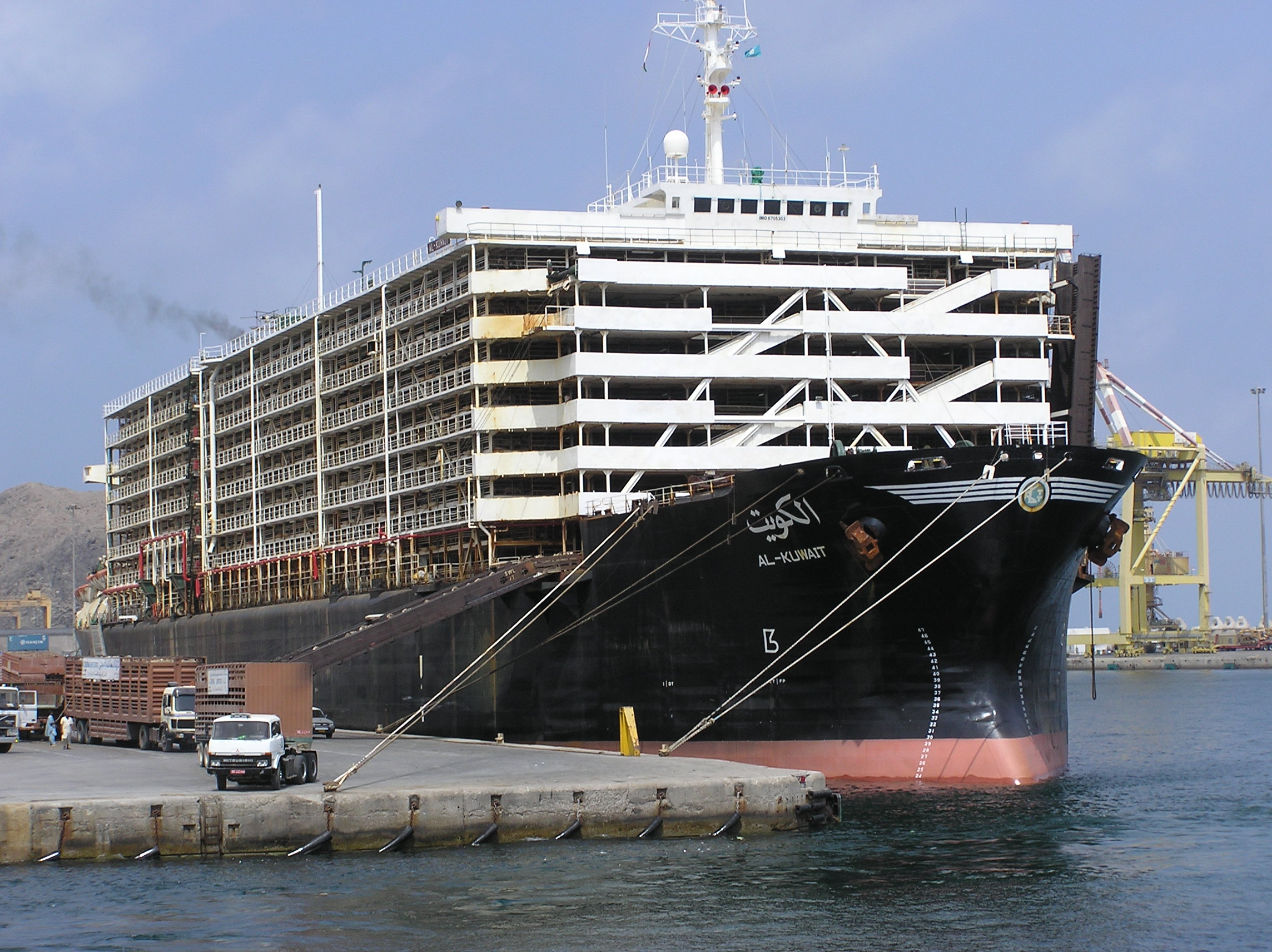
Embarcação Al-Kuwait carregando ovelhas australianas vivas no porto de Omã

### Acidentes
No ano de 2014, cerca de 4,2 mil ovelhas morreram devido a estresse térmico em uma embarcação que saiu da Austrália em direção ao Catar e Emirados Árabes Unidos. Este foi considerado um dos piores casos de mortalidade da história recente, totalizando 5,5% de taxa de mortalidade das mais de 75,5 mil ovelhas a bordo do Navio Bader III.
Em 2016, outras 3 mil ovelhas morreram no Navio Al Messilah, que saiu do porto de Fremantle em direção a Doha (capital do Catar). A taxa de mortalidade durante este evento foi de 4,36% do total de 69 mil ovelhas a bordo da embarcação durante a viagem de 22 dias. Apenas no ano de 2016, mais de 15 mil ovelhas morreram antes de chegar a seu destino final durante as atividades de exportação oriundas da Austrália.
Em 2017, mais de 2,4 mil ovelhas morreram a bordo de outro navio que partiu de Fremantle com destino ao Catar, Kuwait e Emirados Árabes Unidos. A possível causa das mortes está relacionada ao calor intenso na embarcação, que carregava mais de 63 mil animais no momento, totalizando uma taxa de mortalidade de 3,76%. Esse fato provocou a abertura de uma investigação pelo Ministro da Agricultura da Austrália, já que todo carregamento de animais vivos com mortalidade superior a 2% deve sofrer avaliação das autoridades.
Em janeiro de 2024, um navio contendo 16 mil animais vivos, sendo 14 mil ovelhas e 2 mil bovinos, partiu da Austrália com destino à Israel e foi abandonado próximo à costa do país de origem devido às ameaças de ataques dos Houthis. Dia 5 de janeiro, o cargueiro MV Bahijah deixou o porto de Fremantle para navegar até Israel via Mar Vermelho mas devido à escalada da violência marítima, foi abandonado pela tripulação próximo ao porto australiano de Kwinana.

### Protestos
A Royal Society for the Prevention of Cruelty to Animals (RSPCA) da Austrália afirma que apesar das normas regulatórias para a prática da exportação animal, existem riscos nessa atividade que são completamente inerentes e não podem ser contornados: práticas de abate em jurisdições estrangeiras, estresse relacionado a longas jornadas, alterações das condições climáticas e problemas no manejo dos animais. Além disso, a instituição afirma que é impossível ser garantido que os animais consigam ter o espaço necessário ao mesmo tempo para se deitar a bordo e nem mesmo para ter acesso a comida e água adequadamente.
Em 2008, manifestantes seminus protestaram em um shopping em Sydney contra a exportação de animais vivos e o sofrimento que eles são submetidos devido a essa atividade.

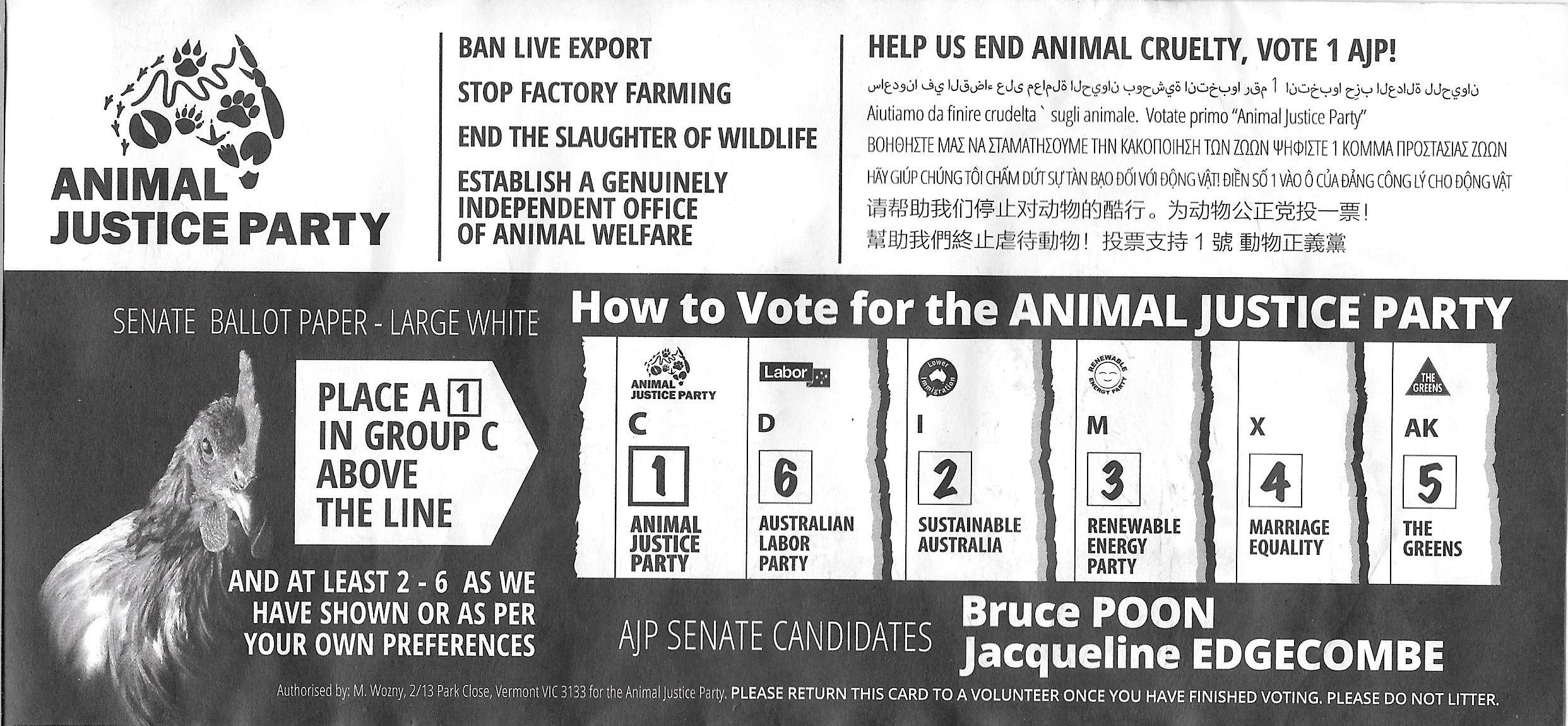
Panfleto do Animal Justice Party, partido australiano fundado em 2009 e que é contrário à prática da exportação de animais vivos

No ano de 2009, foi fundado o Animal Justice Party, um partido político australiano criado devido ao aumento da preocupação coletiva em relação aos maus tratos, abusos e crueldade envolvendo animais não-humanos na Austrália. Dentre as pautas defendidas pelo partido está a abolição completa e imediata da exportação de animais vivos.
O primeiro ministro da Austrália eleito em 2022, Anthony Albanese, afirmou que iria banir a exportação de ovelhas em seu governo mas que iria primeiro consultar os criadores de ovelhas e o Governo da Austrália Ocidental. Sua expectativa era de que isso não ocorreria até o fim de 2025. Assim, em fevereiro de 2023, cerca de cem pessoas se reuniram ao redor de um edifício em que o primeiro ministro australiano se encontrava com criadores de ovelhas. Os manifestantes, boa parte deles do movimento Stop Live Exports, pediram que o governo definisse um prazo para encerrar completamente a atividade da exportação de ovelhas já prometida anteriormente.

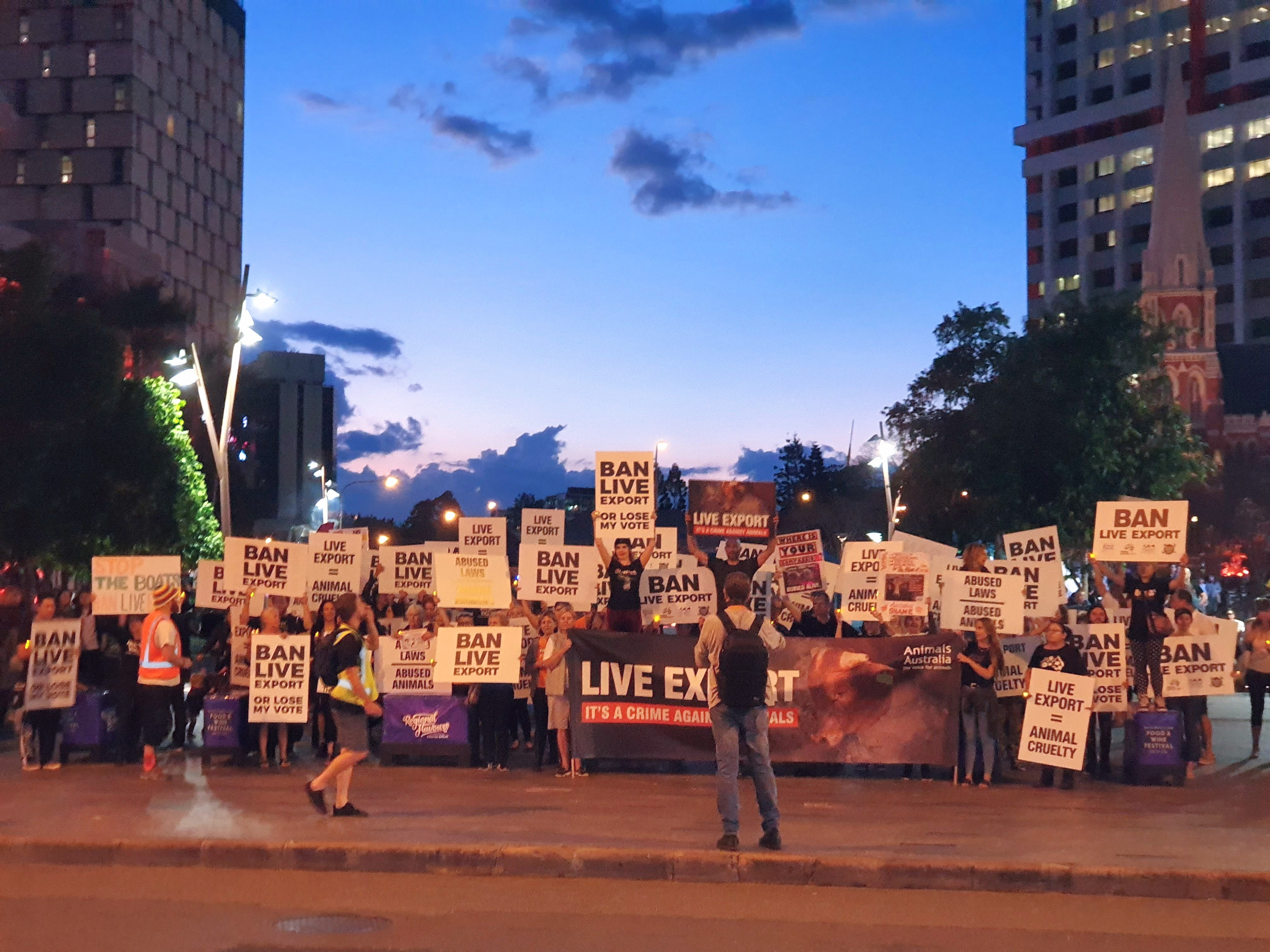
Em junho de 2019, manifestantes se reuniram na King George Square em Brisbane contra a exportação de animais vivos na Austrália

## Brasil
O Brasil possui sua atividade de exportação de animais vivos regulamentado por meio do Ministério da Agricultura e Pecuária, por meio de uma Instrução Normativa nº 46 de 2018. No ano de 2017, o país exportou mais de 22 milhões de animais vivos, representando valores em torno de R$ 1,2 bilhões.
Em relação apenas aos bovinos vivos, o Brasil exportou em 2021 cerca de 53 mil animais, representando cerca de 1,5% do total exportado mundialmente naquele ano. Este valor se contrasta com a exportação de carne bovina brasileira, que é uma das maiores do mundo (em torno de 19% das exportações do mundo).

### Acidentes
Em outubro de 2015, o Navio Haidar, de bandeira libanesa, afundou no Porto de Barcarena no estado do Pará com cerca de 5 mil bois vivos e 700 toneladas de óleo. Todos os animais morreram no acidente e houve impactos socioambientais para a região, ocorrendo interdição das praias e proibição de atividades econômicas do ambiente afetado pelo adernamento do navio.
Em 2018, ocorreu a queda de dois bois no mar após embarque do Navio FM Spiridon, com capacidade para 5 mil bovinos, no Porto de São Sebastião. Após resgate imediato destes animais e posterior avaliação dos veterinários, eles seguiram viagem com destino à Espanha. Poucos dias depois, mais um boi caiu no mar durante embarque do Navio Adelta, que continha de 5 mil animais, no Porto de São Sebastião. O boi ficou cerca de seis horas no mar até que um veleiro o resgatou na cidade vizinha de Ilhabela e rebocou o animal até a Praia das Cigarras em São Sebastião. Após avaliação de veterinários responsáveis pela embarcação atestando boas condições físicas do animal, ele retornou ao navio e seguiu viagem para o Oriente Médio.

### Protestos
Em 2018, durante carregamento de mais de 27 mil bois para o Porto de Santos no Estado de São Paulo, manifestantes protestaram em contra a atividade de exportação de animais vivos ao serem encontrados indícios de que os animais chegaram doentes, machucados e cobertos de fezes no porto. Ativistas tentaram bloquear a entrada dos caminhões carregados com os bovinos na área portuária, mas os animais conseguiram embarcar no navio Nada com destino à Turquia. A Justiça do Brasil chegou a suspender a atividade de exportação de animais vivos em qualquer porto brasileiro por meio de decisão do juiz Djalma Moreira Gomes. No dia 5 de fevereiro, no entanto, o navio seguiu seu destino em alto mar após o Tribunal Regional Federal da 3.ª Região suspender a liminar que proibia a atividade temporariamente.

## Grã-Bretanha

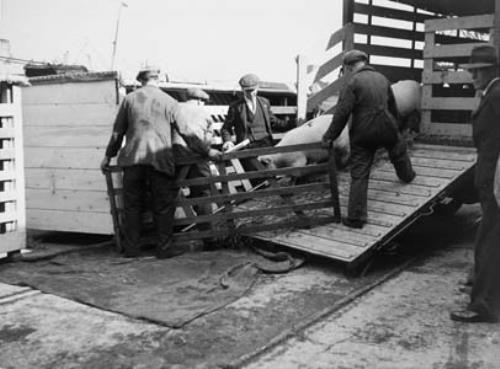
Ovelhas sendo carregadas no Reino Unido para exportação até a Austrália nos anos 1950

Durante os anos 1960 e 1970, a exportação de animais vivos da Grã-Bretanha  cresceu substancialmente. A exportação de ovelhas variou de 85 mil para 411 mil animais entre 1960 e 1980, enquanto o embarque de porcos, que variou entre 30 a 60 mil animais por ano nos anos 1970, atingiu o pico de 619 mil indivíduos em 1982.
No final dos anos 1980 e início dos anos 1990, a exportação de animais vivos cresceu novamente, atingindo cerca de 2 milhões de animais por ano e atingindo o pico de cerca de 400 mil bois, 300 mil porcos e 1,5 milhões de ovelhas exportados diretamente para abate no ano de 1992. Nesta época, a exportação ocorria por meio do aeroporto de Humberside e portos menores como o de Shoreham em Sussex e o de Brightlingsea em Essex.
Durante o século XIX, a Grã-Bretanha exportou gado nativo para suas colônias com o intuito de cruzar as raças e aumentar a quantidade desses animais por lá. Após a Segunda Guerra Mundial, os animais vivos britânicos eram exportados mais para abate e engorda do que para criação. Naquela época, devido à expansão da indústria leiteira na região, os bezerros machos tinham pouco valor para os fazendeiros britânicos e, portanto, boa parte passou a ser exportado para especialistas em criação de vitela no continente. As ovelhas vivas, por outro lado, não tinham razões tão claras para serem exportadas na Grã-Bretanha naquele período, já que as importações de cordeiro refrigerado da Nova Zelândia já aconteciam desde o fim do século XIX.
Em março de 1996, após se confirmarem as suspeitas de que a "doença da Vaca Louca" (BSE) estaria afetando humanos no Reino Unido, a exportação de animais vivos e carne britânica foi banida por meio da Comissão Europeia. A interrupção da exportação de animais vivos durou até 2006, após veterinários da União Europeia concordarem que os casos de BSE despencaram consideravelmente no Reino Unido.
Em 2016, cerca de 484 mil ovelhas, 43 mil bois e 11 porcos foram exportados para a União Europeia a partir da Grã-Bretanha. O destino principal desses animais era o abate e uma pequena parte para procriação.
No ano de 2018, cerca de 25 milhões filhotes de aves (galinhas, perus e patos) foram exportados pelo Reino Unido, totalizando um mercado de £139 milhões (sendo £72 milhões relativos às exportações para a União Europeia). Cerca de 7 milhões destes animais tiveram como destino principal a Irlanda, enquanto outros 9 milhões foram enviados para a União Europeia e o restante para países distantes como Malásia, Filipinas e Bangladesh.
Em 2019, a Grã-Bretanha exportou cerca de 31 mil animais entre bois, ovelhas e cabras para a União Europeia no continente. Cerca de 5% foi exportado com intuito de engorda para abate e o restante para criação. No ano de 2020, cerca de 12 mil porcos de criação foram exportados do Reino Unido para a União Europeia. Estes últimos animais não são exportados para abate, de acordo com a Associação Nacional de Porcos Britânica, apesar do Reino Unido enviar entre mil e dois mil de porcos para a Irlanda do Norte anualmente quando há capacidade extra de abate.
Em 2020, a Grã-Bretanha anunciou que irá banir a exportação de animais vivos advindos da Inglaterra e País de Gales para fins de abate e engorda.
No entanto, após 2021 (após o Brexit) a exportação de animais vivos como bois, cabras, ovelhas e mariscos foi paralisada no Reino Unido, já que passou a ser considerado um país externo para a União Europeia. A inexistência de postos de controle de fronteira suficientes nos portos europeus para realizar as verificações burocráticas necessárias, certificando as exportações de animais vivos britânicos, foi o principal motivo da paralisação das exportações após o ano de 2021. Por outro lado, as exportações de aves para criação não foram afetadas após o Brexit de acordo com porta-vozes do setor.
Já no final de 2023, foi anunciada uma nova lei na Grã-Bretanha com o intuito de proibir a exportação de animais vivos para abate e engorda. A lei, que foi submetida ao parlamento em dezembro com o intuito de atender requisitos elevados de bem-estar animal, inclui na proibição os seguintes animais: bois, ovelhas e porcos. No entanto, a exportação de animais vivos para procriação e competições ainda seria permitida se estiverem de acordo com os requisitos de bem-estar.

### Acidentes
Em setembro de 2012, cerca de 44 ovelhas foram sacrificadas após o caminhão que as transportava para o porto de Kent em Ramsgate ter sido parado por autoridades e identificado más condições de saúde destes animais, uma tinha a perna quebrada, outra estava completamente doente e as demais em péssimas condições de saúde. Parlamentares solicitaram o banimento da atividade no porto de Ramsgate, o qual foi acatado pelo conselho de Thanet mas posteriormente a medida foi suspensa pela Suprema Corte do Reino Unido. Outro acidente ocorreu no mesmo ano na região quando o piso da área de carregamento de animais cedeu, de forma que seis ovelhas caíram na água: duas não puderam ser resgatadas e morreram afogadas.
| |  |  |
| Protestos contra exportação de animais no porto de Ramsgate, dois anos após a morte de dezenas de ovelhas durante trajeto para o Porto de Kent |  |  |

### Protestos
De acordo com historiadores britânicos, as manifestações contra o transporte de animais vivos na Grã-Bretanha datam originalmente do fim do século XIX, correspondendo com o crescimento do movimento anti vivissecção e o ativismo ambiental britânico. Até o ano de 1900 existiam oito grupos de proteção animal, enquanto outros oito surgiram até 1944. Até antes da década de 1960, apenas mais um grupo surgiu, porém mais 14 foram criados até o fim da década de 1980. Isso demonstra o pico no interesse da proteção animal na Grã-Bretanha no fim do século XIX e depois após a década de 1960, com o advento do Direito Animal moderno.
Durante o crescimento abrupto das exportações de animais vivos nos anos 1970 e 1980, aconteceu ampla cobertura midiática das tentativas de banir a prática, as quais foram lideradas pela Royal Society for the Prevention of Cruelty to Animals (RSPCA) e a CIWF (Compassion in World Farming). Em resposta à pressão popular, a Câmara dos Comuns do Reino Unido aprovou um banimento temporário da exportação de ovelhas em julho de 1973, a qual foi posteriormente ampliada para porcos e bois.
No ano de 1995, ocorreu a "Batalha de Brightlingsea" na qual manifestantes dos direitos animais e habitantes locais de Essex protestaram durante 9 meses contra a exportação de animais vivos na cidade. Os grupos de defesa animal foram efetivos na mobilização da população contra a prática, já que os exportadores desistiram de continuar utilizando o porto de Brightlingsea, apesar de o foco da opinião popular se direcionar mais em defesa do bem-estar animal do que do direito animal. Durante os protestos, os manifestantes tentaram impedir que os caminhões portando animais vivos chegassem até o porto da cidade, o que deixou algumas pessoas feridas e quase 600 foram presas.

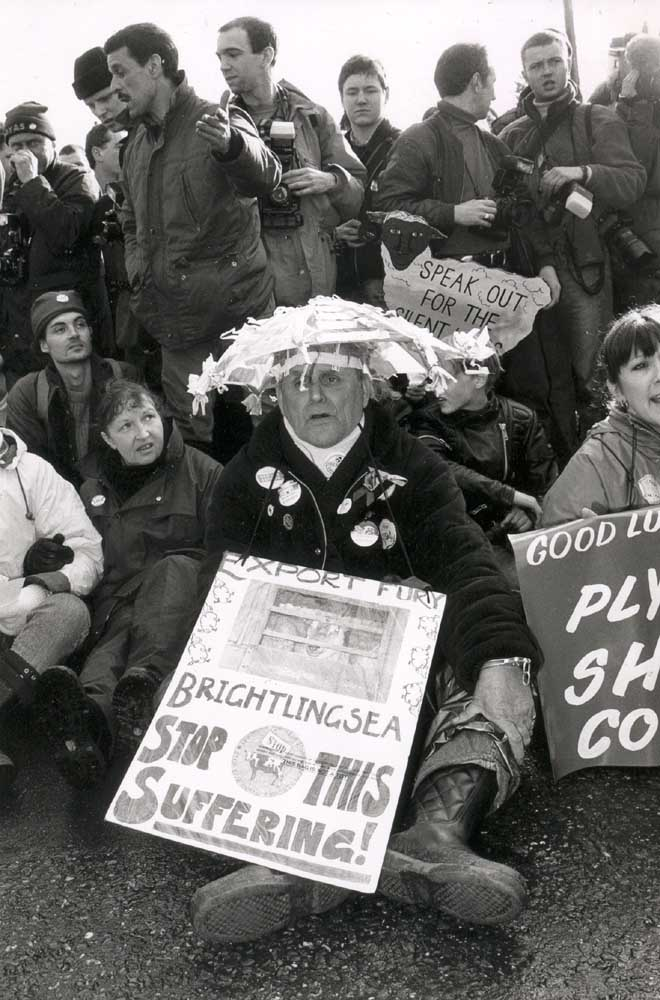
Protestos da "Batalha de Brightlingsea" em 1995 contra a exportação de animais vivos em Essex

Em 2006, quando houve o retorno da permissão para exportação de animais vivos no Reino Unido após o banimento implementado em 1996, manifestantes da causa animal protestaram em Dover durante o primeiro embarque de animais vivos ocorrido em 10 anos. A campanha de manifestação contrária à prática contou com a atriz Joanna Lumley e as associações de proteção animal Compassion in World Farming (CIWF) e RSPCA, que informaram que os bezerros exportados, ao chegarem no continente, sofrem tratamento pior do que o submetido na Grã-Bretanha. A prática de uso de compartimentos de confinamento dos bezerros já havia sido banido em 1992 no Reino Unido, mas alguns países da União Europeia ainda utilizaram essa prática considera cruel por ativistas até o final do ano de 2006, quando também foi banida na União.
A instituição de defesa do bem-estar animal CIWF estabeleceu em 2016 o Dia Internacional do Reconhecimento em relação ao Banimento da Exportação de Animais Vivos, estabelecido anualmente todo dia 14 de junho. Em 2022, o movimento relacionado a esse dia contou com a presença de mais de 200 manifestantes, incluindo políticos, os atores Peter Egan e Evanna Lynch, além dos veterinários da televisão britânica Emma Milne e Marc Abraham OBE.

## Índia
Após os anos de 2014 e 2015, as exportações de animais vivos realizados na Índia subiram radicalmente, passando de Rs 778 milhões (rupia indiana) em 2015 para Rs 4,1 bilhões em 2018. O principal importador de animais vivos indianos antes de 2015 era o Nepal sendo posteriormente ultrapassado em total de importações pelos Emirados Árabes Unidos após este ano. A maior parte das exportações de animais vivos no país, entre 2013 e 2018, era de ovinos, representando cerca de 78% do total dos animais em 2018.
Em agosto de 2018, o ministro indiano Mansukh Mandaviya proibiu de forma indefinida as exportações de animais vivos a partir de portos indianos após protestos de ativistas dos direitos animais. No entanto, a proibição não prosseguiu e no ano de 2021 a Índia foi o segundo país que mais exportou ovinos vivos no mundo, cujo destino foi principalmente países do Oriente Médio.
Em 2023, o governo indiano anunciou que modificaria a lei de exportação de animais, incluindo cavalos, jumentos, cães e gatos como animais considerados aptos para importação e exportação. A proposta gerou protestos de parte da população, de modo que posteriormente o governo indiano retirou a proposta de alteração da lei.

## Nova Zelândia
A  Nova Zelândia apenas exportava animais para rebanho, mas nunca para abate no país de origem, desde o ano de 2016 de acordo com o regramento estabelecido no país pela legislação de bem-estar animal. Durante anos, o país exportou gado para a China com o intuito de aumentar o rebanho do país, chegando a mais de 135 mil bois exportados no ano de 2021. No ano de 2022, o país exportou cerca de 135 mil cabeças de gado, representando cerca de 0,6% de toda a exportação do primeiro setor no país.

### Proibição
Em setembro de 2022, o governo da Nova Zelândia, representado pelo Partido Trabalhista, anunciou que iria banir a exportação de animais vivos no país pelo oceano, dois anos de pois do acidente que levou à morte de 6 mil bois e 41 tripulantes da embarcação Gulf Livestock 1 que afundou próximo ao Japão. Em abril de 2023 a lei foi deferida pelo governo neozelandês proibindo toda a exportação de animais vivos pelo mar. O Partido alegou que a prática da exportação de animais vivos prejudicava a reputação do país em relação ao bem-estar animal. No entanto, ainda é permitida no país a exportação aérea de animais.
No entanto, após eleição de um novo governo de centro-direita no país em novembro de 2023 representado pelo Partido Nacional da Nova Zelândia, foi anunciado que seria buscada a retomada da exportação de animais vivos. A promessa do partido é retomar a exportação por meio da adoção de práticas "padrão ouro" em relação a segurança e bem-estar animal. Representantes do coletivo Veterinarians for Animal Welfare Aotearoa, no entanto, alegam que atualmente os navios transportadores disponíveis não são adequados para a exportação de animais vivos, já que não possuem sistema de tratamento de efluentes adequado, não conseguem propiciar condições adequadas de temperatura e umidade para transpor a Linha do equador e o espaço disponível não é suficiente para longas jornadas.

## Oriente Médio
No Oriente Médio, a importação de animais vivos possui relação com as práticas Halal (para países muçulmanos) e Kosher (referente ao judaísmo), as quais são determinações religiosas de como o abate de animais deve ser realizado para serem consumido pelos praticantes.
A Arábia Saudita se configura como o maior consumidor do mundo de animais vivos, importando anualmente cerca de 8 milhões de ovelhas, bois, camelos, cabras e outros animais vivos. No ano de 2019, o país importou mais de 4,7 milhões de ovelhas, se configurando como o maior importador do mundo referente a esse animal, representando cerca de 59% de todas as importações mundiais.
A Arábia Saudita havia deixado de importar cerca de 1 milhão de ovelhas anualmente da Austrália no ano de 2011, após medidas regulatórias estabelecidas pelo país da Oceania terem afetado a soberania da Arábia Saudita. No entanto, no final de 2023, ovelhas australianos voltaram a ser exportadas para o país árabe após 12 anos de interrupção.
No ano de 2015, cerca de 292 mil novilhos e cordeiras foram exportados vivos para Israel, sendo que esse número subiu para 317 mil apenas nos sete primeiros meses de 2016. No mesmo ano de 2016, o país barrou temporariamente o recebimento de animais vivos advindos de outros países, após um evento envolvendo a morte anormal de diversos novilhos durante um carregamento aéreo desses animais advindo da Hungria.

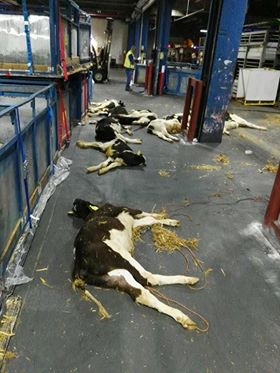
Cerca de 100 novilhos mortos no aeroporto Aeroporto Internacional Ben Gurion após viagem de avião da Hungria para Israel

Em 2021, Israel exportou cerca de US$214 milhões relativo a animais vivos, enquanto seu mercado de importação nesse mesmo ano foi de US$427 milhões, de modo que o país se tornou o 16º maior importador de animais vivos no mundo.

### Acidentes
Em 2009, a embarcação Danny F II afundou a 15 milhas da costa do Líbano contendo cerca de 10 mil ovelhas vivas, 18 mil bois vivos e a tripulação. Cerca de 11 tripulantes foram encontrados mortos, outros 32 desapareceram e praticamente todos os animais morreram no acidente. A embarcação estava vindo do Uruguai para exportar os animais vivos até a Síria, até o momento que o navio emborcou durante uma situação de mau tempo. Acredita-se que o casco do navio rachou durante o emborcamento, liberando óleo no mar e aprisionando os animais na água.

### Protestos
Em 2016, a organização australiana de proteção animal Animals Australia, em conjunto com organizações de proteção animal israelenses lançou uma campanha para conscientizar a população de Tel Aviv a respeito do sofrimento animal presente na prática de exportação de animais vivos. Cerca de 200 ônibus rodaram em Tel Aviv e Jerusalém contendo mensagens e imagens reivindicando o fim dessa prática.

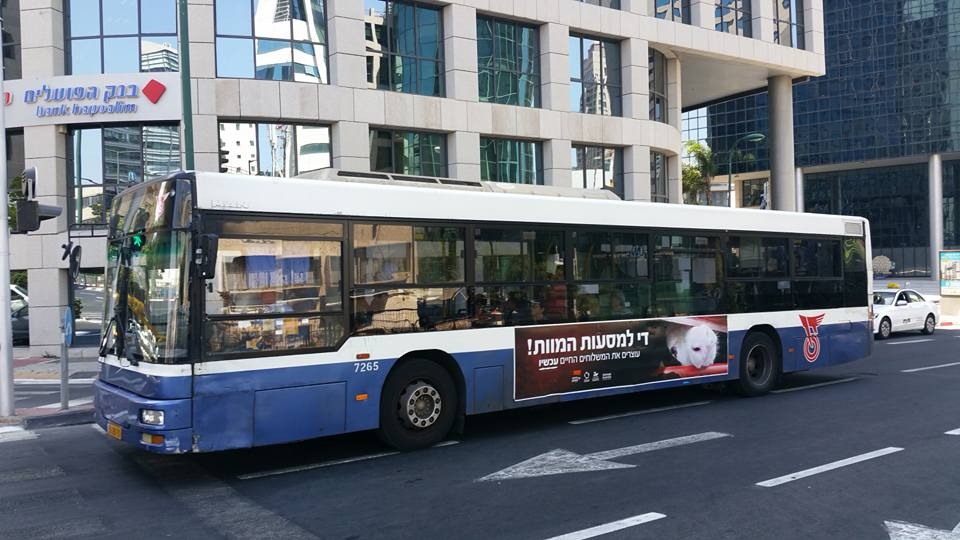
Campanha publicitária em Tel Aviv no ano de 2016 contra a exportação de animais vivos

Em 2018, cerca de 3 mil pessoas protestaram nas ruas de Tel Aviv em Israel contra a exportação de animais vivos continuamente enviados da Austrália. Nesta mesma época foi lançado um documentário, televisionado em uma emissora de TV israelense, demonstrando os problemas relacionados à prática de exportação de animais vivos. Além disso, uma nova campanha foi lançada nos ônibus e pontos de ônibus da cidade israelense.

## União Europeia
A União Europeia é a maior exportadora de animais vivos do mundo, contando com 75% do total realizado. Em 2019, os países da União que mais exportaram animais (em número de seres vivos) foram Holanda, Alemanha, Bélgica, França e Hungria, sendo que a maior parte das exportações ocorrem para países dentro da própria União Europeia. Assim, essa é uma prática de importância estratégica para os países da União Europeia, sendo que em 2019 houve a exportação de mais de 3 milhões de ovinos, 1 milhão de bovinos e 370 mil suínos para países fora da União. Os principais portos utilizados para a exportação destes mamíferos são os de Cartagena e Tarragona (Espanha), Setúbal e Sines (Portugal), Midia (Romênia), Sète (França) e Rasa (Croácia).
Alguns países como Alemanha, Bélgica, Dinamarca e Países Baixos votaram em 2022 a favor da revisão da regulamentação e proibição da exportação de animais vivos para países fora da União Europeia. Outros países como França, Espanha, Portugal, Grécia, Irlanda, Letónia, Lituânia e Romênia, por outro lado, se opuseram a qualquer proibição.
A Alemanha restringiu a sua exportação de animais vivos em outubro de 2022 ao retirar todos os certificados veterinários que permitiam que gado, ovelhas e cabras fossem exportadas para abate ou engorda fora da União Europeia. Na metade do ano seguinte, o país restringiu também que esses animais fossem exportados para reprodução fora da União Europeia. O intuito de tais medidas era evitar que os animais sofressem os impactos de longas jornadas durante a atividade de exportação, porém, não são medidas completamente suficientes para evitar essa prática no país já que os certificados veterinários podem ser acordados entre o país de recebimento dos animais e a empresa exportadora.
A Dinamarca é um dos maiores exportadores de porcos, sendo que 15,7 milhões deles, com idade de aproximadamente três meses, foram exportados deste país no ano de 2019, cujas jornadas levam mais de oito horas. Também são exportados peixes vivos para outros países a partir de signatários da União Europeia, que são contabilizados em toneladas. Cerca de 54 mil toneladas de peixes vivos foram exportados dentro dos limites da união europeia em 2019, sendo cerca que 75% destes foram trutas, carpas, enguias e atum.
A Espanha se configura na União Europeia como um centro de importação, engorda e posterior exportação de bovinos. O mercado de exportação de bois vivos espanhóis atingiu a marca de US$420 milhões no ano de 2022, de acordo com relatórios da União Europeia. Além disso, é o país que mais importa bois vivos na União Europeia, tendo importado cerca de 292 mil novilhos por ano entre 2015 e 2020, sendo principalmente oriundos da Irlanda. Em relação aos ovinos, a Espanha exportou em 2019 cerca de 1,4 milhões, chegando a aproximadamente 15% do total exportado mundialmente para estes animais.
A Irlanda, que teve seu mercado leiteiro avaliado em US$5,5 bilhões, exporta boa parte de seus novilhos machos (sem utilidade para a indústria do leite) para outros países. No entanto, as viagens destes animais ultrapassam 18 horas, sendo que foram relatados casos em que os novilhos não estavam recebendo alimentação adequada durante os trajetos, o que gerou reações de Comissão Europeia, indicando que tal prática violava as regulações da União Europeia. Ainda assim, a Irlanda exportou 220 mil desses animais em 2022.
A Romênia é um dos principais exportadores de ovinos vivos, cujo destino é principalmente o Oriente médio. No ano de 2019, o país exportou mais de 1,8 milhões de ovelhas para fora dos limites da União Europeia e cerca de 2,9 milhões exportados no total (representando 30,6% do total exportado no mundo naquele ano). Já em 2020, cerca de 3 milhões de ovelhas romenas foram exportadas para a Arábia Saudita, cujo custo de transporte é de apenas US$ 25 por ovelha. Este mesmo país do Oriente Médio, importou cerca de US$1 bilhão referente a animais vivos no ano de 2016.
Em 2022, Luxemburgo foi o primeiro país da União Europeia a proibir a exportação de animais vivos para países de terceiro mundo. O intuito da decisão foi de aprimorar a gestão da exportação de animais vivos para países fora da União Europeia.

### Acidentes
No ano de 2019, um navio que transportava cerca de 14,6 mil ovelhas para a Arábia Saudita naufragou no Mar Negro após sair do porto romeno de Midia. Apenas 300 ovelhas foram resgatadas com vida após o acidente. A Comissão Europeia foi questionada pelo Partido Pessoas–Animais–Natureza (PAN) sobre o descumprimento do regulamento (CE) 1/2005, o qual possui o objetivo de assegurar o transporte seguro de animais.
Em dezembro de 2021, cerca de 2,7 mil bovinos oriundos da Espanha embarcaram em dois navios: 1,8 mil no navio Elbeik e cerca de 895 no navio Kelleim Allah, ambos com destino à Turquia. O primeiro embarcou em Terragona e o outro no Porto de Cartagena, tendo como destino os abatedouros que praticam o Halal. Porém, ambos não puderam atracar em nenhum lugar devido à suspeita da doença da língua azul. Na embarcação Elbeik, cerca de 10% dos bois faleceram durante o tempo de espera no oceano, sendo atirados ao mar ou deixados nos próprios currais do navio. O restante teve que retornar ao país de origem e serem sacrificados, por serem considerados inadequados ao consumo. O mesmo ocorreu com os 895 bovinos do Kelleim Allah, embarcação de bandeira libanesa, que também tiveram que ser sacrificados na Espanha após o governo turco recusar o embarque no país. Antes disso, 22 deles faleceram durante o tempo de espera no Mar Mediterrâneo e foram atirados no mar após serem retalhados. Tais ocorridos geraram reações de ativistas animais e de partidos políticos como o espanhol Partido Animalista contra o Mau Trato Animal (PACMA), que denunciam a prática da exportação de animais vivos como um todo.
Em 2022, cerca de 780 bois foram enviados da França para a Argélia e depois foram recusados pelo país destinatário devido a suspeitas de problemas em certificações sanitárias e os riscos de saúde associados. Assim, o navio retornou para a França e lá executaram todos os bois devido a impossibilidades sanitárias e burocráticas para reingressá-los em terras francesas.

## Críticas
Em 2017, foi inaugurado um movimento internacional, contando inicialmente com mais de 30 países, que denuncia a prática da exportação de gado vivo. Assim, anualmente no dia 14 de junho, o movimento é acionado em favor do "Dia Internacional Contra a Exportação de Gado Vivo", o qual busca denunciar os maus tratos sofridos pelos animais durante a exportação.
Estudos indicam que as viagens de animais realizadas a longas distâncias, tais como as empregadas durante a exportação de animais vivos, causam estresse físico intenso devido aos gastos energéticos para se manterem em pé com o meio de transporte em movimento, o que pode ocasionar lesões, mortes e até mesmo redução na qualidade da carne devido a rigidez. Além disso, cerca de 3 em cada 20 animais morrem ao caírem e serem pisoteados durante as viagens que duram entre três e seis horas.
Pesquisadores australianos demonstraram também que os bovinos e ovinos apresentam sofrimento agudo durante as viagens marítimas, especialmente por serem animais terrestres que, durante o embarque em navios, tem restrição de sua locomoção, incorrendo na restrição da sua liberdade ambiental e da expressão de seus comportamentos naturais. Dessa forma, as práticas relacionadas a exportação dos animais vivos estariam violando as "cinco liberdades", que são os indicadores relativos ao bem-estar animal: liberdade da dor e da sede; liberdade de desconforto; liberdade de dor, ferimentos ou sofrimento; liberdade para expressar comportamento  normais  típicos  da  espécie e liberdade de medo e angústia. O principal fator que viola o bem-estar desses animais é o estresse térmico, que também é uma das principais causas de mortalidade desses animais durante a exportação marítima.
A veterinária australiana Dra. Lynn Simpson, a qual trabalhou embarcada em navios exportadores de animais vivos desde 1999, emitiu um extenso relatório afirmando que a atividade não cumpre o Código Sanitário para Animais Terrestres da Organização Mundial da Saúde Animal (OIE). No documento ela apresenta evidências de que as condições das embarcações utilizadas para exportação de animais vivos são inaceitáveis pelo Código da OIE. Entre as informações apresentadas, é enfatizado que o gado transportado por mar tem diversos impactos no bem-estar devido à disseminação de doenças a bordo (como pneumonia, salmonelose e Ceratoconjuntivite Infecciosa Bovina), sepse, lesões (como membros quebrados), restrição de movimentação, estresse e mortes desnecessárias. A veterinária apresenta que a morte de animais durante a atividade é comum, principalmente devido a má adaptação das rações fornecidas a bordo, ao estresse térmico causado pela ventilação deficiente durante o transporte e às mudanças climáticas sazonais.
Organizações de defesa do bem-estar animal criticam a prática de crueldade implementada durante o abate em certos países que importam animais vivos. Países do Oriente Médio e Norte da África, para seguirem as práticas do Halal e Kosher, por vezes evitam atordoar os animais antes de abatê-los, o que pode aumentar o estresse e sofrimento. No entanto, as práticas do Halal apresentam evolução em alguns países como a Turquia, onde mais abatedouros tem adotado a prática de atordoamento antes do abate.

## Ligações Externas
- Relatório "Global Live Animal Export Trade" compilado pela veterinária Dra. Lynn Simpson (em inglês)
- Live Export (Wikipedia EN)